# Benno Erdmann
Benno Erdmann, född 30 maj 1851 i Guhrau, död 7 januari 1921 i Berlin, var en tysk filosof.
Erdmann var professor i Kiel, Breslau, Halle, Bonn och slutligen i Berlin. Utgående från empirisk-psykologisk grundåskådning har Erdmann arbetat inom nästan alla områden av filosofin och verka uppslagsgivande, framför allt inom logiken och kunskapsteorin. Bland han verk inom logiken och kunskapsteorin märks Logik (1892, 3:e upplagan 1923) och Die Axiome der Geometrie (1877). Inom psykologin märks hans arbeten Psykologische Untersuchungen über das Lesen (1898), Wissenschaftliche Hypothesen über Lieb und Seele (1908), Grundzüge der Reproduktionspsychologie (1920). Erdmann verkade även som filosofihistoriker och särskilt som kantforskare och utgav de viktiga Reflexionen Kants zur kritischen Philosophie (1882-1884) samt Martin Knutzen und seine Zeit (1876). Erdmann hade stor andel i utgivandet av den fullständiga upplagan av Kants verk, som ombesörjdes av preussiska vetenskapsakademin.